# Delaware megye (Ohio)
Delaware megye az Amerikai Egyesült Államokban, azon belül Ohio államban található. Megyeszékhelye Delaware. Lakosainak száma 214 124 fő (2020. április 1.). Delaware megye Morrow, Knox, Licking, Franklin, Union és Marion megyékkel határos.

## Népesség
A megye népességének változása:
| Lakosok száma | 175 217 | 178 637 | 181 188 | 184 979 | 193 013 | 214 124 |
|               | 2010    | 2011    | 2012    | 2013    | 2015    | 2020    |